# Gordon Highlanders Museum
Gordon Highlanders Museum er et museum i Aberdeen, Skotland, der udstiller Gordon Highlanders-regimentets historie. Regimentet startede med 92nd (Gordon Highlanders) Regiment of Foot i 1794, og det blev slået sammen med 75th (Stirlingshire) Regiment of Foot for at danne Gordon Highlanders i 1881 der igen blev slået sammen med en ny større enhed i British Army i 1994. Museet har fået fem stjerne fra Scottish Tourist Board attraction.